# Cyathea andina
Cyathea andina là một loài thực vật có mạch trong họ Cyatheaceae. Loài này được (H. Karst.) Domin mô tả khoa học đầu tiên năm 1929.